# Roman Rock
Roman Rock ist ein Leuchtturm in Südafrika. Er steht auf einem Felsen in der False Bay, etwa eine Seemeile vor der Hafeneinfahrt von Simon’s Town. Er warnt die Schifffahrt vor den Riffen in diesem Gebiet.

## Geschichte
Der Leuchtturm wurde auf Drängen der Royal Navy erbaut. Sie nutzte Simon’s Town bereits seit 1806 als Marinestützpunkt und benötigte eine Navigationshilfe für die Ansteuerung des Hafens. Von 1823 bis 1853 wurden verschiedene Standorte untersucht und man entschied sich für Roman Rock, einen Granitfelsen, der nur bei niedriger Tide zu sehen ist.
Die gusseisernen Einzelteile wurden in England vorgefertigt und mit dem Schiff nach Simon’s Town transportiert. Der Aufbau des Turms begann 1857 und es dauerte vier Jahre, bis er am 16. September 1861 in Betrieb genommen werden konnte. Die exponierte Lage und die Wetterbedingungen ließen in diesem Zeitraum nur 96 Arbeitstage zu. Die Baukosten betrugen zwischen 3000 und 3500 Pfund Sterling. Bis 1914 war der Turm mit zwei Leuchtfeuerwärtern besetzt, die jeweils nach einer Woche abgelöst wurden.
Die Riffe um Roman Rock sind heute auch ein Revier für Sporttaucher.

## Ausstattung
Das erste Leuchtfeuer bestand aus acht Reflektoren, die für eine Umdrehung vier Minuten brauchten. Es wurde 1914 durch eine neue Optik mit Karbidlampen ersetzt. Die Leuchtfeuerwärter wurden nicht mehr benötigt und der Austausch der Gasflaschen musste erst nach drei bis vier Monaten erfolgen.
Auf Verlangen der Südafrikanischen Marine wurde das Leuchtfeuer 1992 elektrifiziert. Die Stromversorgung erfolgt über ein Seekabel und bei deren Ausfall über eine im Turm installierte Netzersatzanlage mit Dieselgenerator und Solarmodulen. Zur weiteren Ausstattung gehören eine Radarantwortbake und ein AIS-Sender.